# Zenseact
Zenseact AB är ett fristående teknologi- och AI-företag som utvecklar mjukvara för avancerade förarassistanssystem och självkörande bilar. Zenseact AB grundades 2020 och har sitt huvudkontor på  Lindholmen i Göteborg. Zenseact har även kontor i Lund, München och Shanghai. Bolaget är helägt av Volvo Car Group.
Zenseact föddes ur Zenuity som startades av Volvo Personvagnar och Autoliv 2017. 2020 bytte Autoliv namn till Veoneer, och strax därefter delade Veoneer och Volvo personvagnar upp Zenuity mellan sig. Den Volvo-ägda delen fick namnet Zenseact, och bolagets uppdrag var att utveckla och industrialisera teknologin för självkörande bilar tillsammans med ledande elektronik- och mjukvarutillverkare.
För att kunna realisera självkörande bilar och avancerade förarassistanssystem krävs en kombination av mjukvara och elektronik, till exempel SoC, datorseende, kamera-radar och LiDAR. Zenseacts huvudsakliga produkt heter OnePilot och utgör mjukvarudelen i denna kombination.